# 지방도 제931호선
지방도 제931호선은 경상북도 예천군 감천면 포리 교차로와 봉화군 물야면 물야삼거리를 잇는 경상북도의 지방도이다.
영주시 구간에서 풍기 나들목과 접속되며, 이 곳을 통해 중앙고속도로를 이용할 수 있다.

## 연혁
- 2003년 2월 20일 : 노선 폐지 및 재지정.[1]
- 2009년 7월 26일 : 포리 ~ 벌방간 도로(예천군 감천면 포리 ~ 벌방리) 5.3km 구간 개통[2]
- 2021년 12월 6일: 실연장 반영으로 총 연장을 21.2km에서 46.86km로 변경함.[3]

## 주요 경유지
- 예천군
  - 감천면 포리 교차로 - 포리 - 현내교 - 현내리 - 진평리 - 진평 교차로 - 벌방리

- 영주시
  - 봉현면 하촌리 - 노좌리 - 유전리 - 한천리 - 대촌교 - 봉현초등학교 - 풍기 나들목 - 인삼휴게소 - 봉현 교차로 - 봉현면 행정복지센터 - 봉현사거리(풍기시외버스정류소) - 풍기교
  - 풍기읍 풍기교 - 성내리 - 풍기오거리 - 서부리 - 풍기서부지하도 - 동부리 - 금계교 - 동양대학교 - 교촌삼거리 - 산법리 - 미곡리
  - 순흥면 태장리 - 순흥 교차로 - 읍내리 - 읍내사거리 - 소수서원 - 제월교 - 청구리
  - 단산면 단곡교 - 단곡리 - 옥대교 - 옥대삼거리 - 단산중학교 - (단산 회전교차로) - 옥대리
  - 부석면 노곡리 - 소천사거리 - 부석교 - 부석사거리 - 소천리 - 용암리 - 망갑고개

- 봉화군
  - 물야면 망갑고개 - 압동리 - 물야삼거리

## 중복 구간
- 영주시 봉현면 봉현 교차로 ~ 부석면 부석사거리 : 국가지원지방도 제28호선과 중복
- 영주시 부석면 소천사거리 ~ 부석사거리 : 지방도 제935호선과 중복

## 도로명
- 예천군 감천면 포리 교차로 ~ 영주시 봉현면 봉현 교차로 : 소백로
- 영주시 봉현면 봉현 교차로 ~ 봉현면 행정복지센터 : 오현로
- 영주시 봉현면 봉현면 행정복지센터 ~ 풍기시외버스정류소 : 신재로
- 영주시 봉현면 풍기시외버스정류소 ~ 풍기읍 서부리 : 풍기로
- 영주시 풍기읍 서부리 ~ 교촌삼거리 : 동양대로
- 영주시 풍기읍 교촌삼거리 ~ 봉화군 물야면 물야삼거리 : 소백로